# Trần Văn Lý (vận động viên)
Trần Văn Lý (sinh ngày 20 tháng 2 năm 1927) là một cựu vận động viên điền kinh người Việt Nam. Cùng với 7 vận động viên khác, ông đã đại diện Việt Nam dự Thế vận hội mùa hè 1952 ở Helsinki, Phần Lan. Tại đây ông đã tham gia thi đấu nội dung chạy bộ 10 km nam và về đích với thành tích 37 phút 33 giây. Đây cũng là lần đầu tiên Việt Nam có mặt tại Thế Vận hội.